# Liste romanischer Klöster, Kirchen und Kapellen in Saône-et-Loire (Burgund)

Ameugny

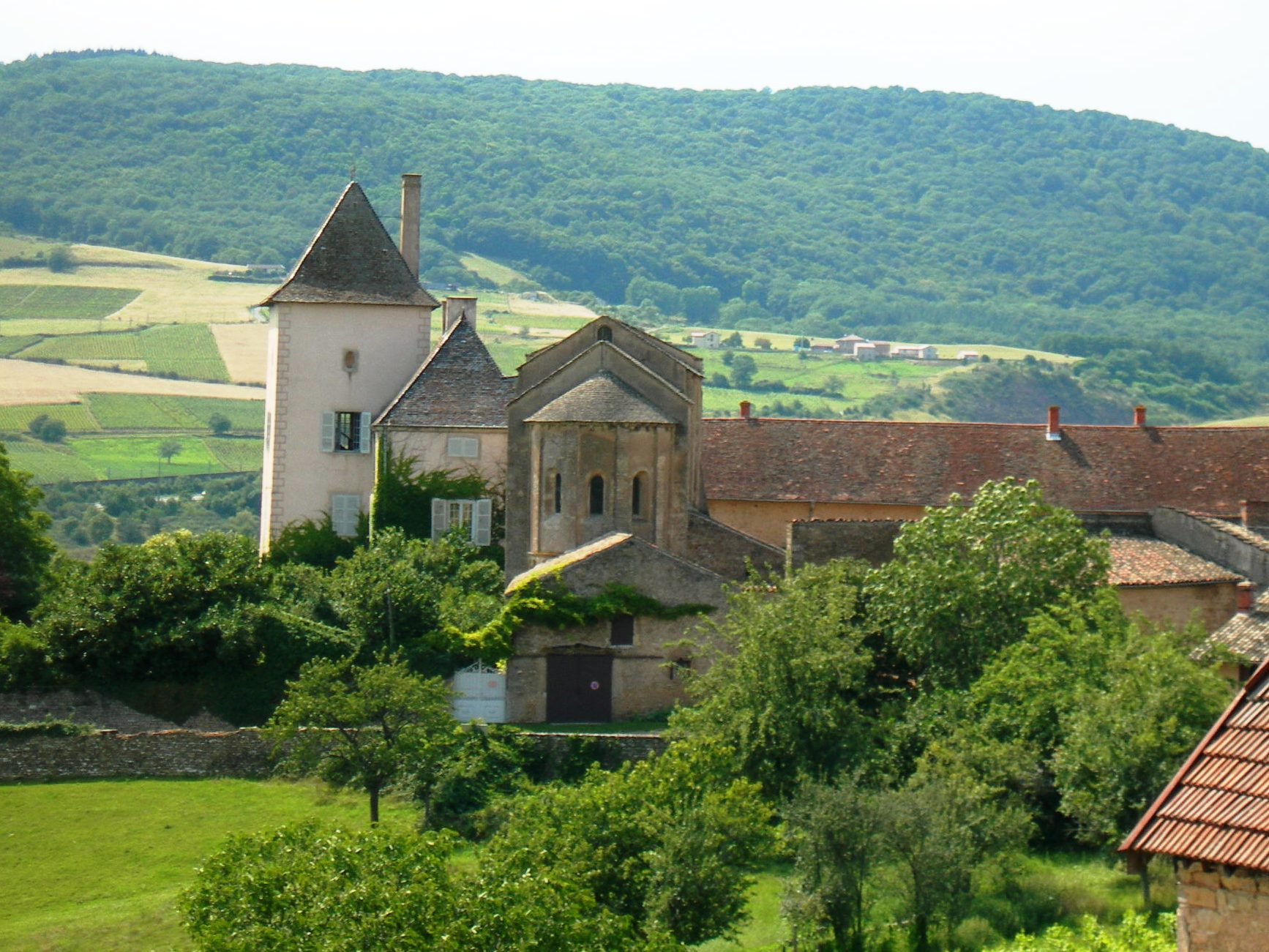
Berzé-la-Ville

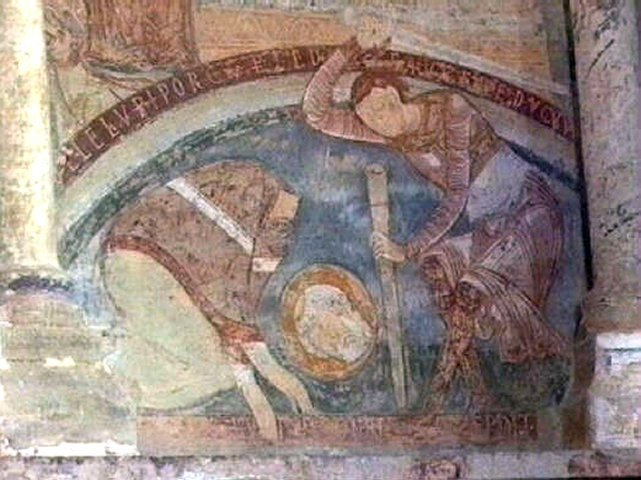
Berzé-la-Ville

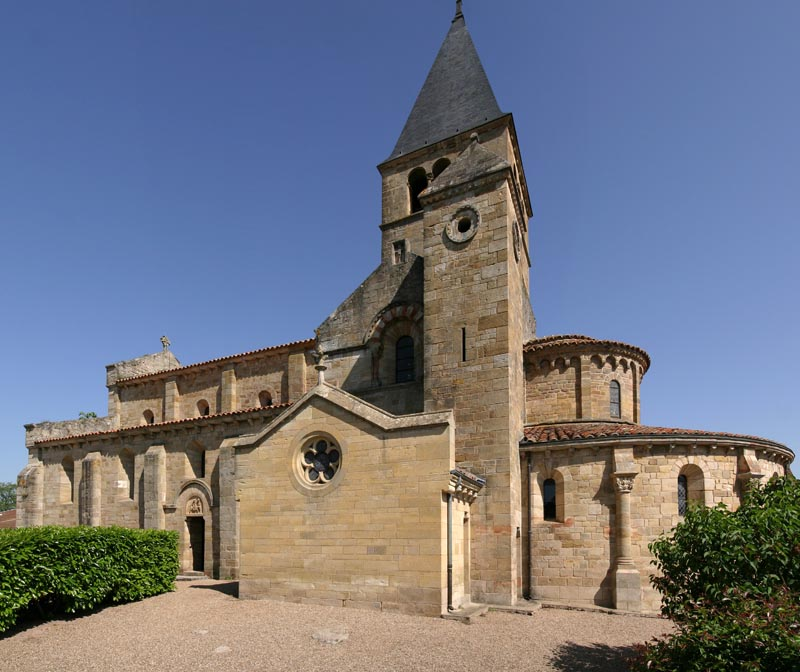
Bois Sainte Marie

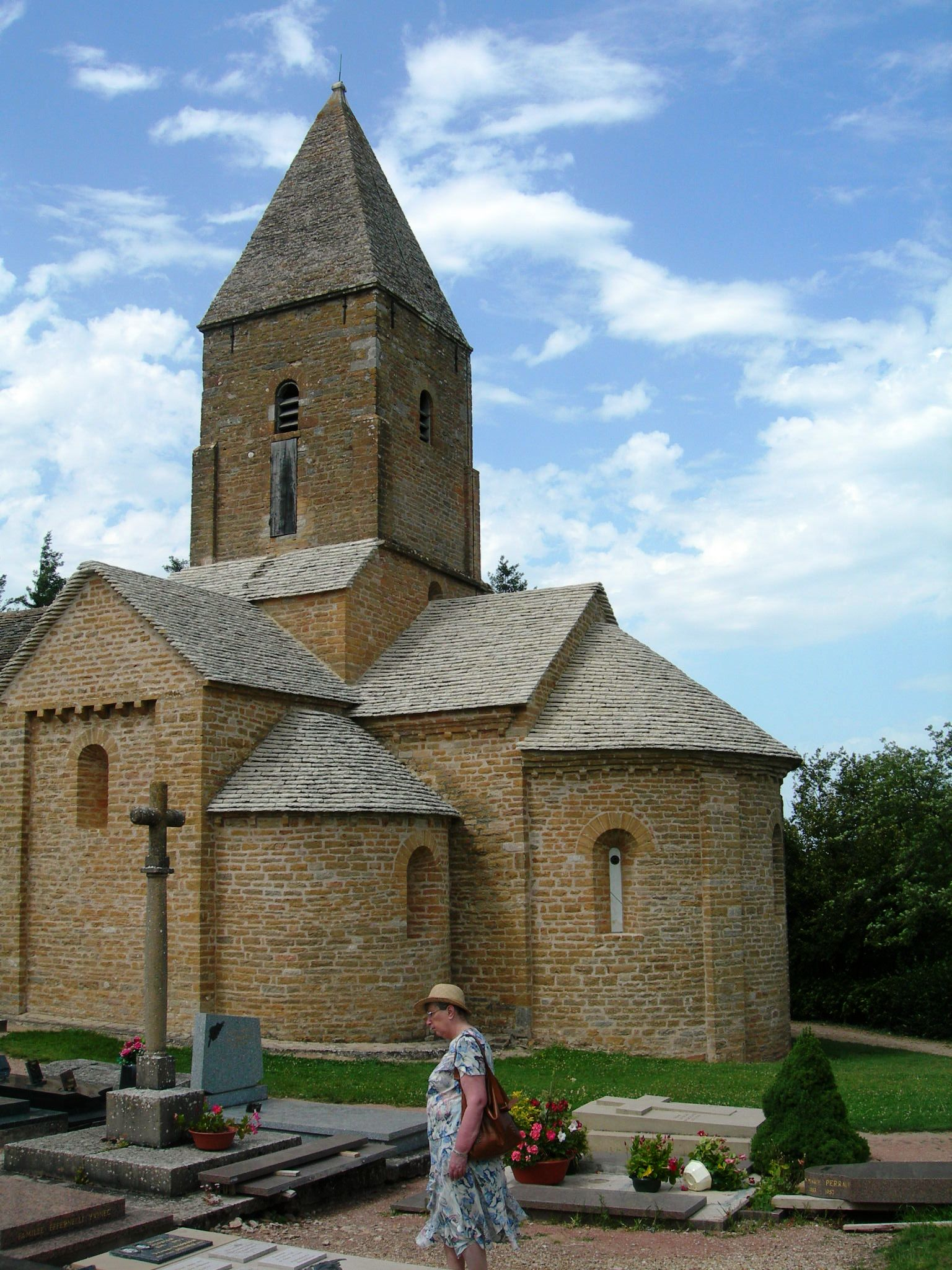
Brancion

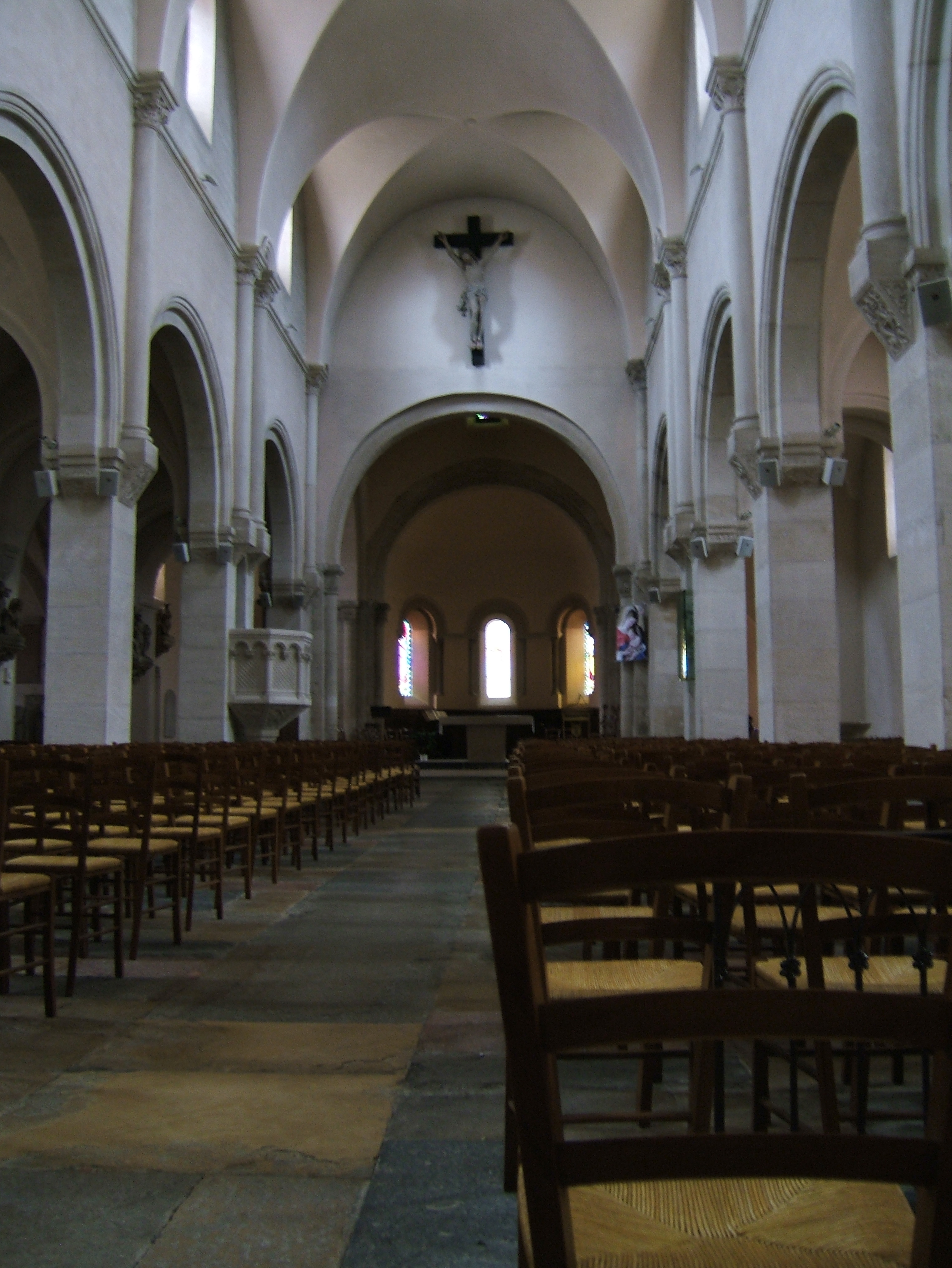
Buxy

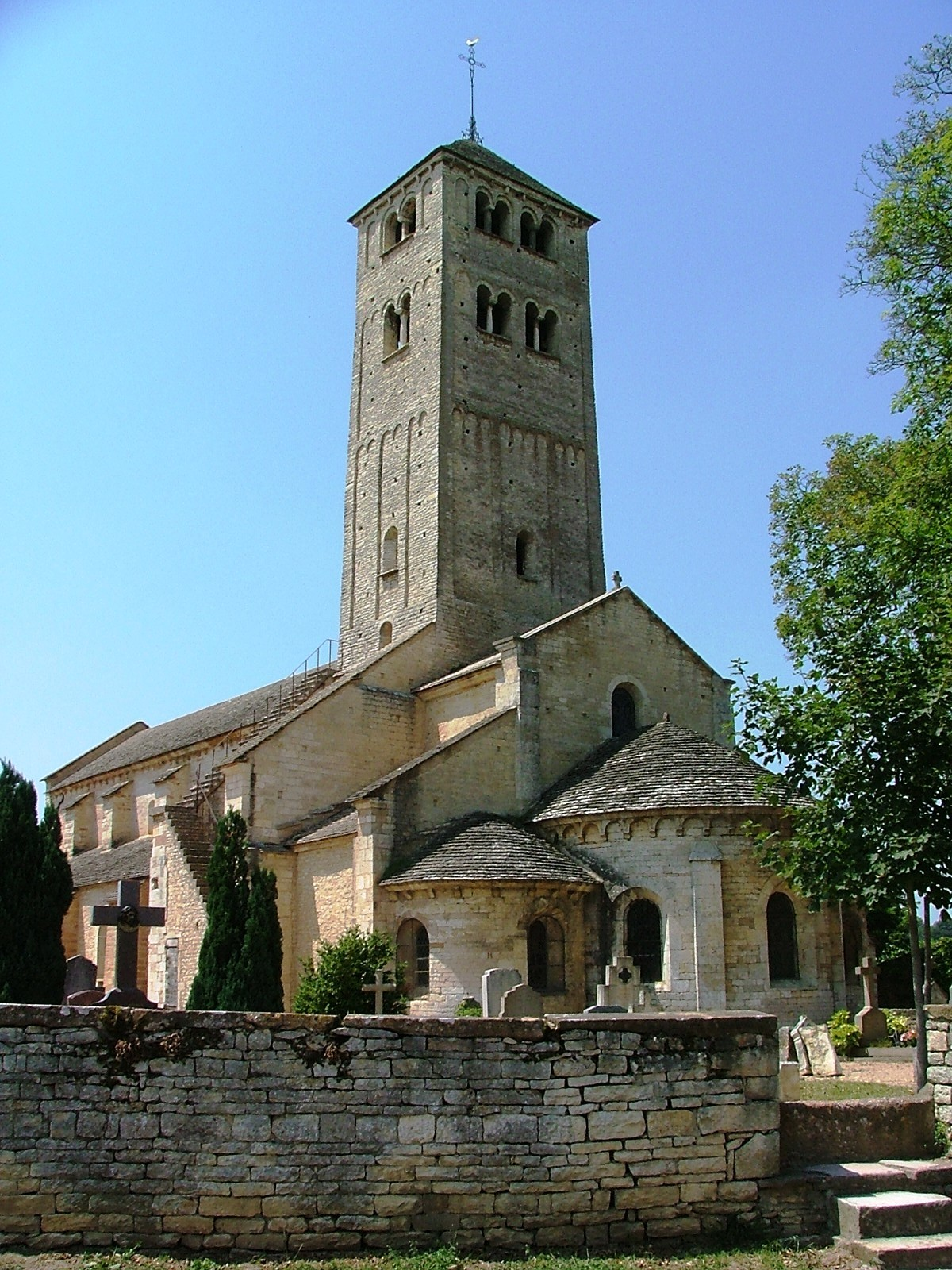
Chapaize

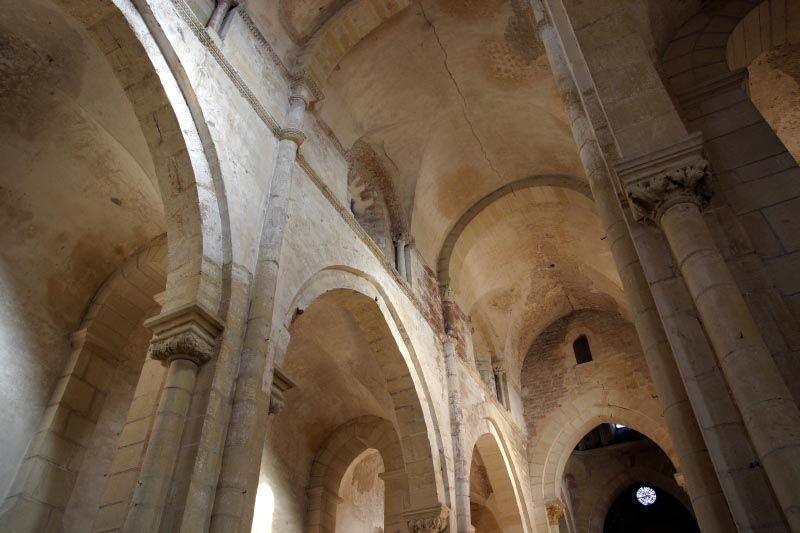
Chateauneuf

Cluny

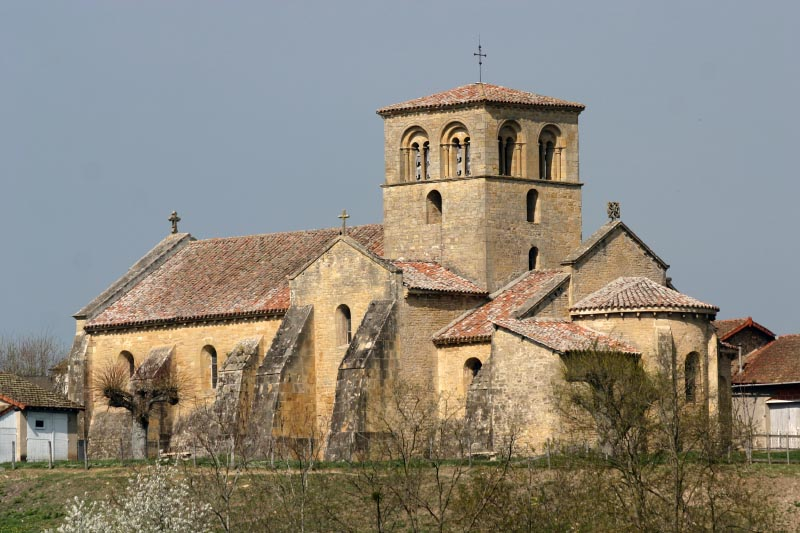
Iguerande

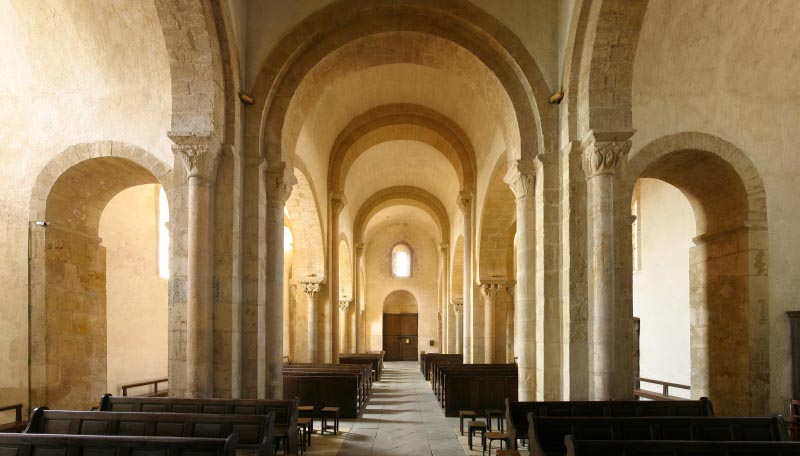
Iguerande

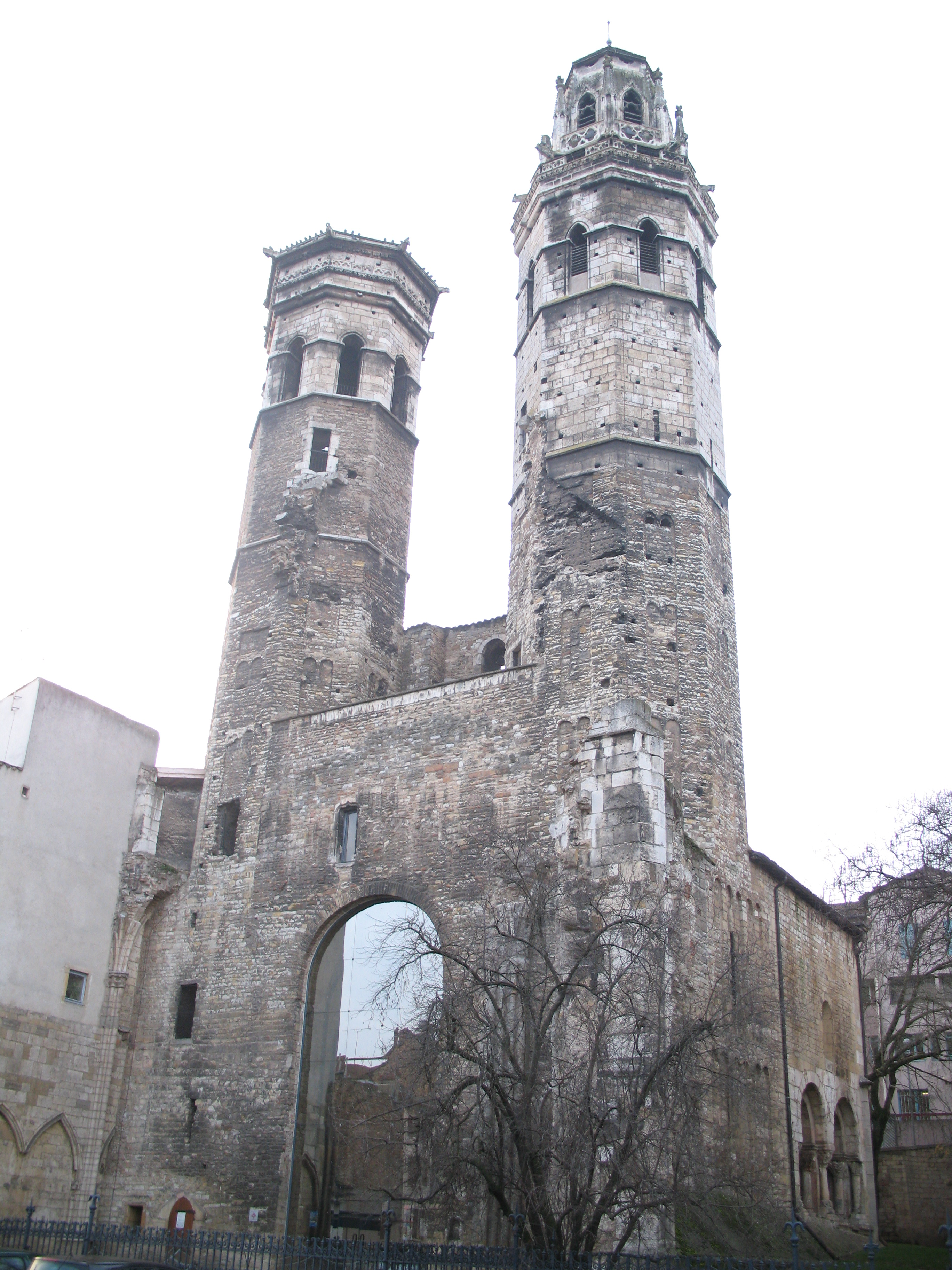
Mâcon

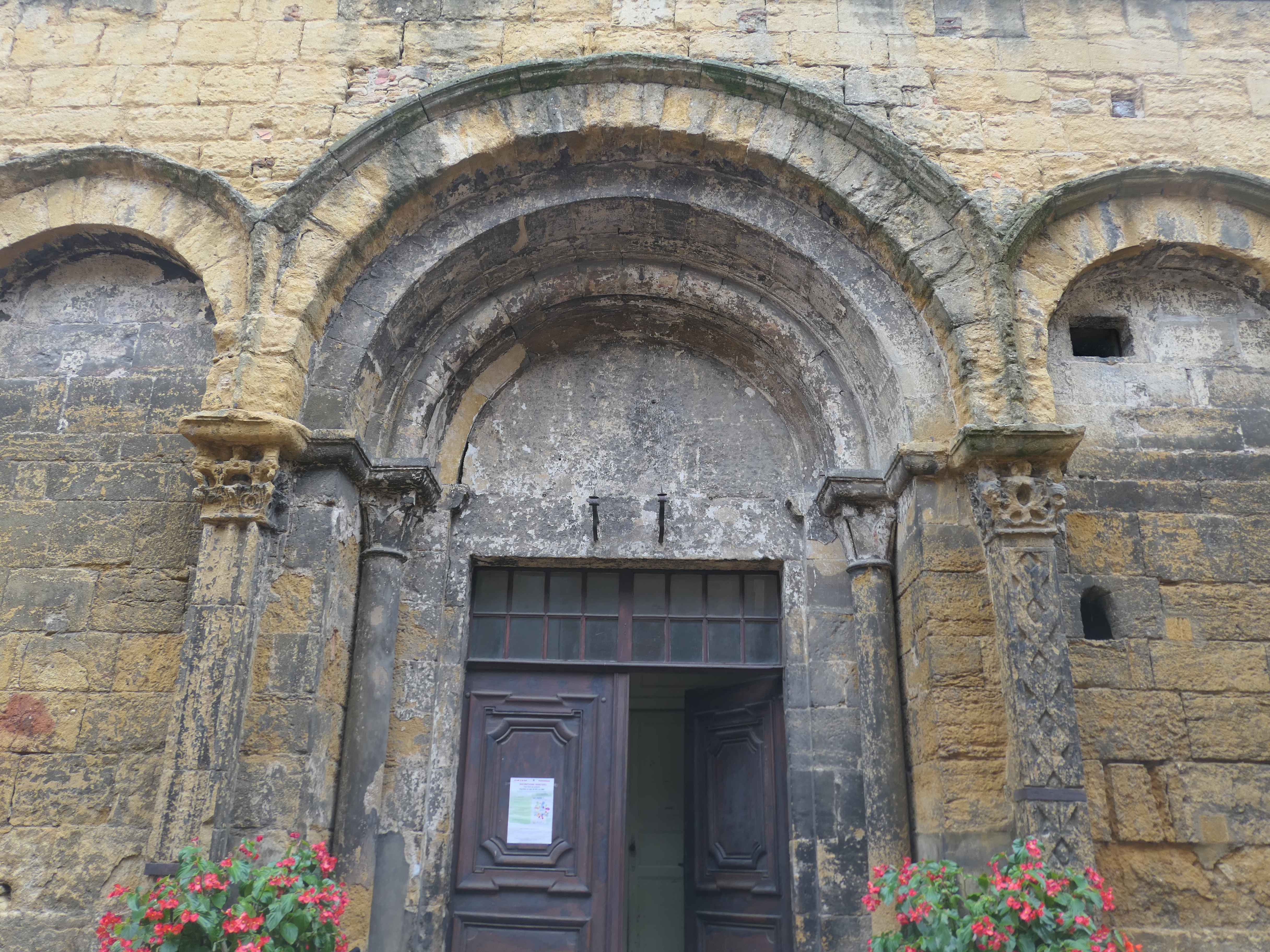
Église Saint-Nicolas de Marcigny Portal

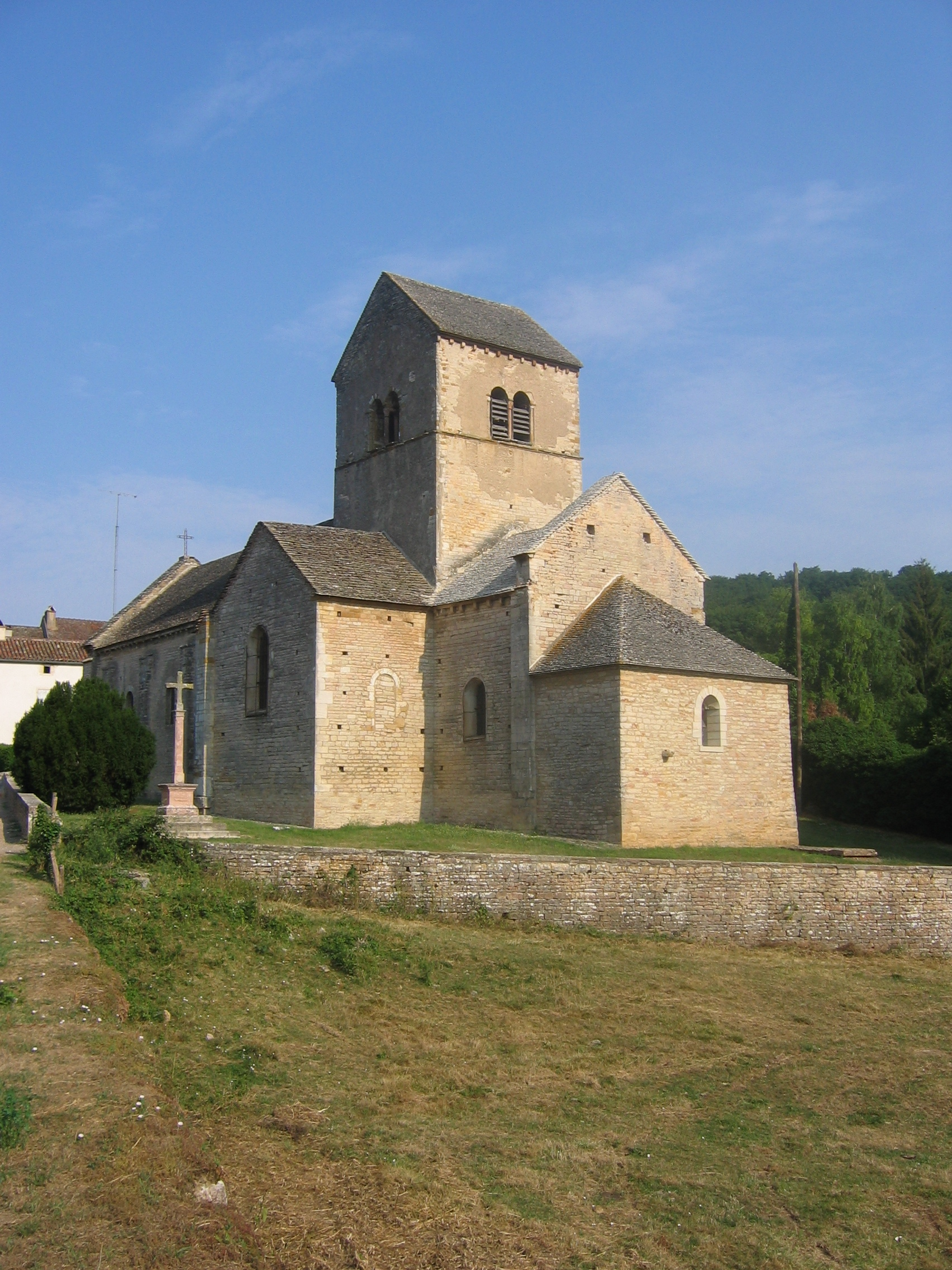
Ozenay

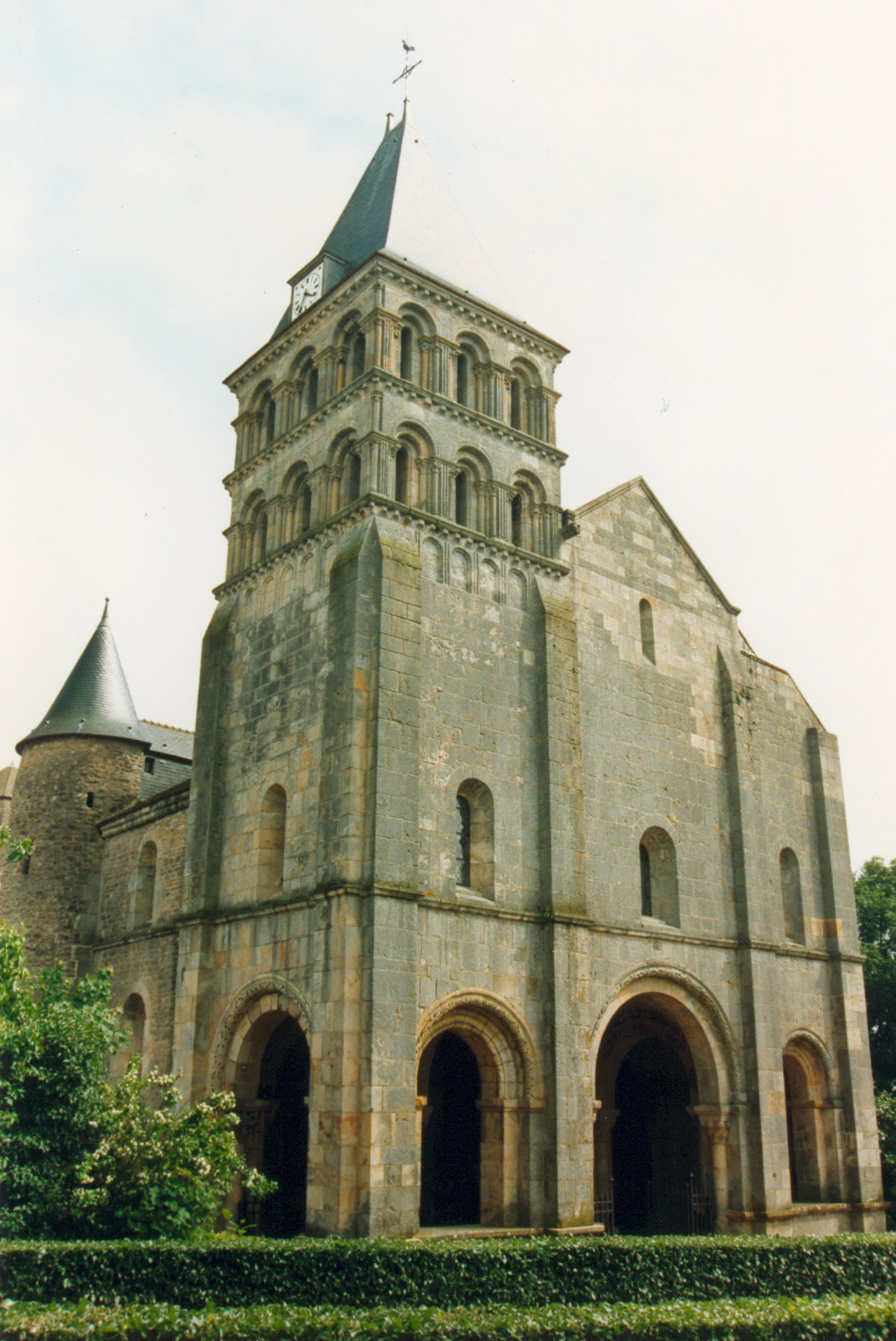
Perrecy-lès-Forges

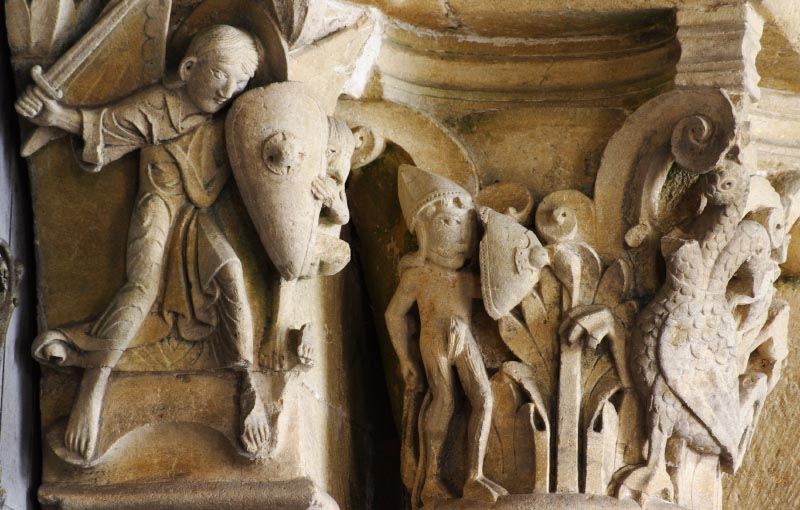
Perrecy-lès-Forges

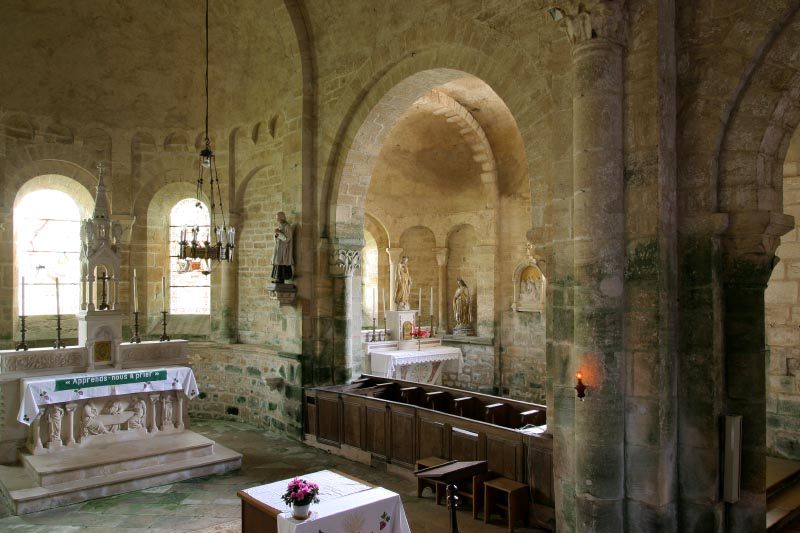
Saint-Germain

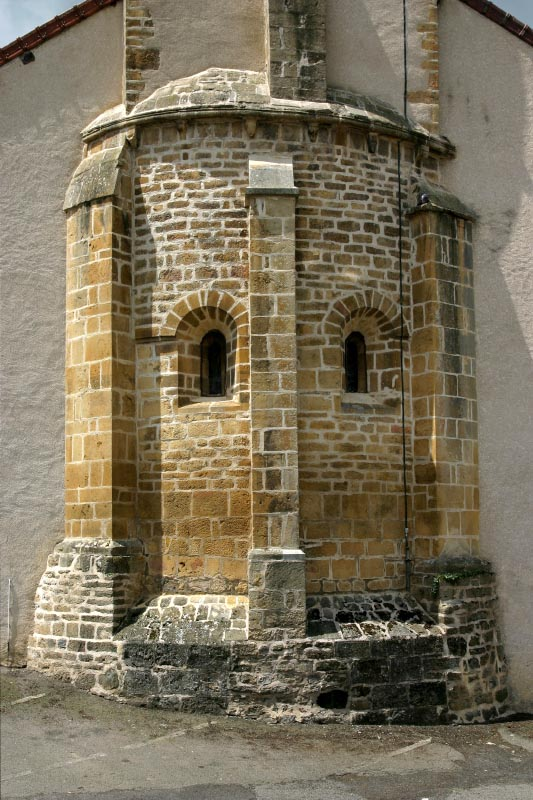
Saint-Julien-de-Civry

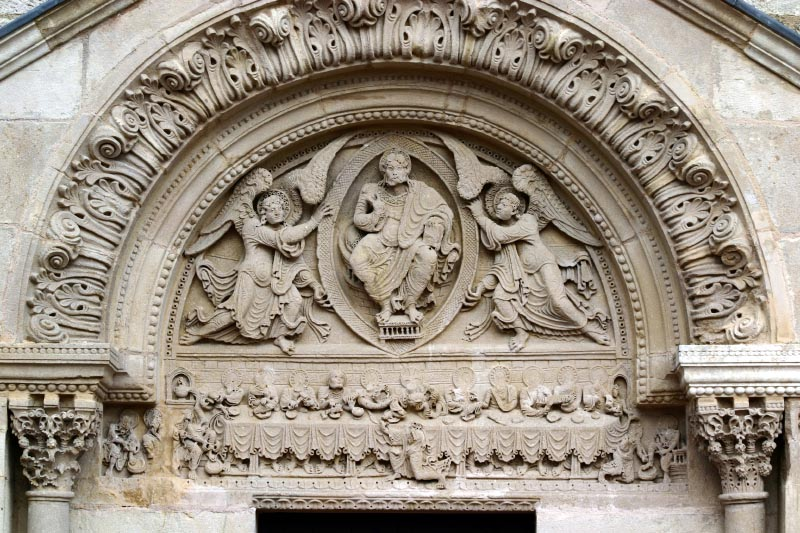
Saint-Julien-de-Jonzy

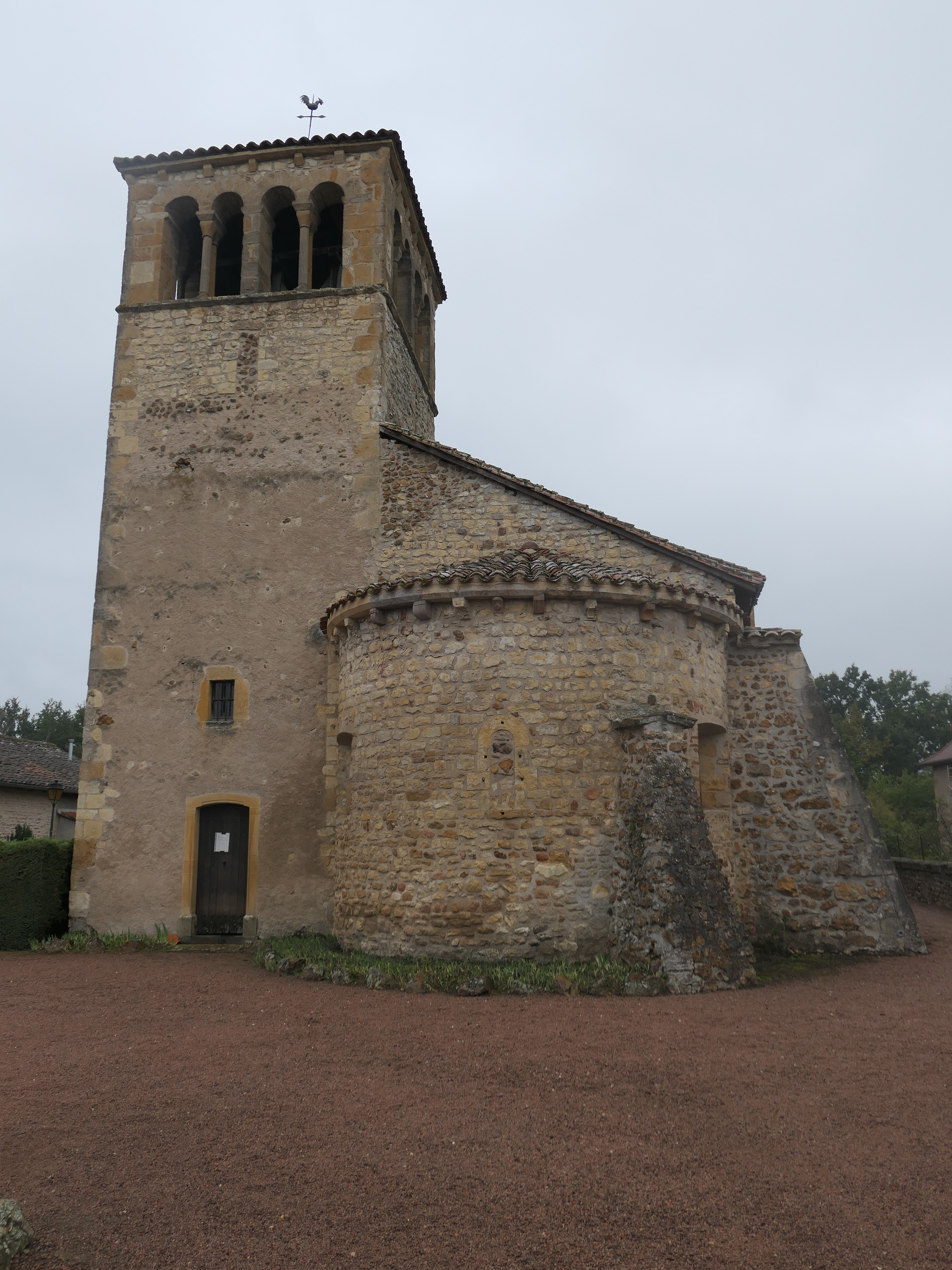
Église Saint-Martin de Saint-Martin-du-Lac Chor Turm

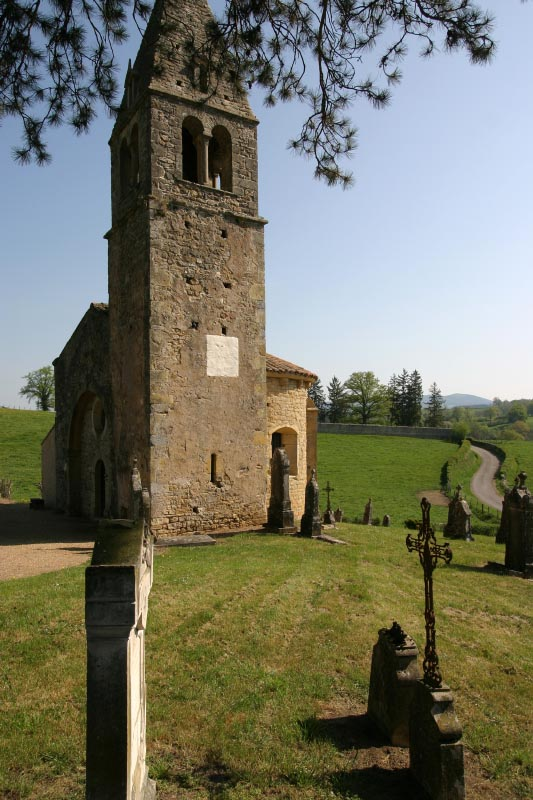
Saint-Maurice-lès-Chateauneuf

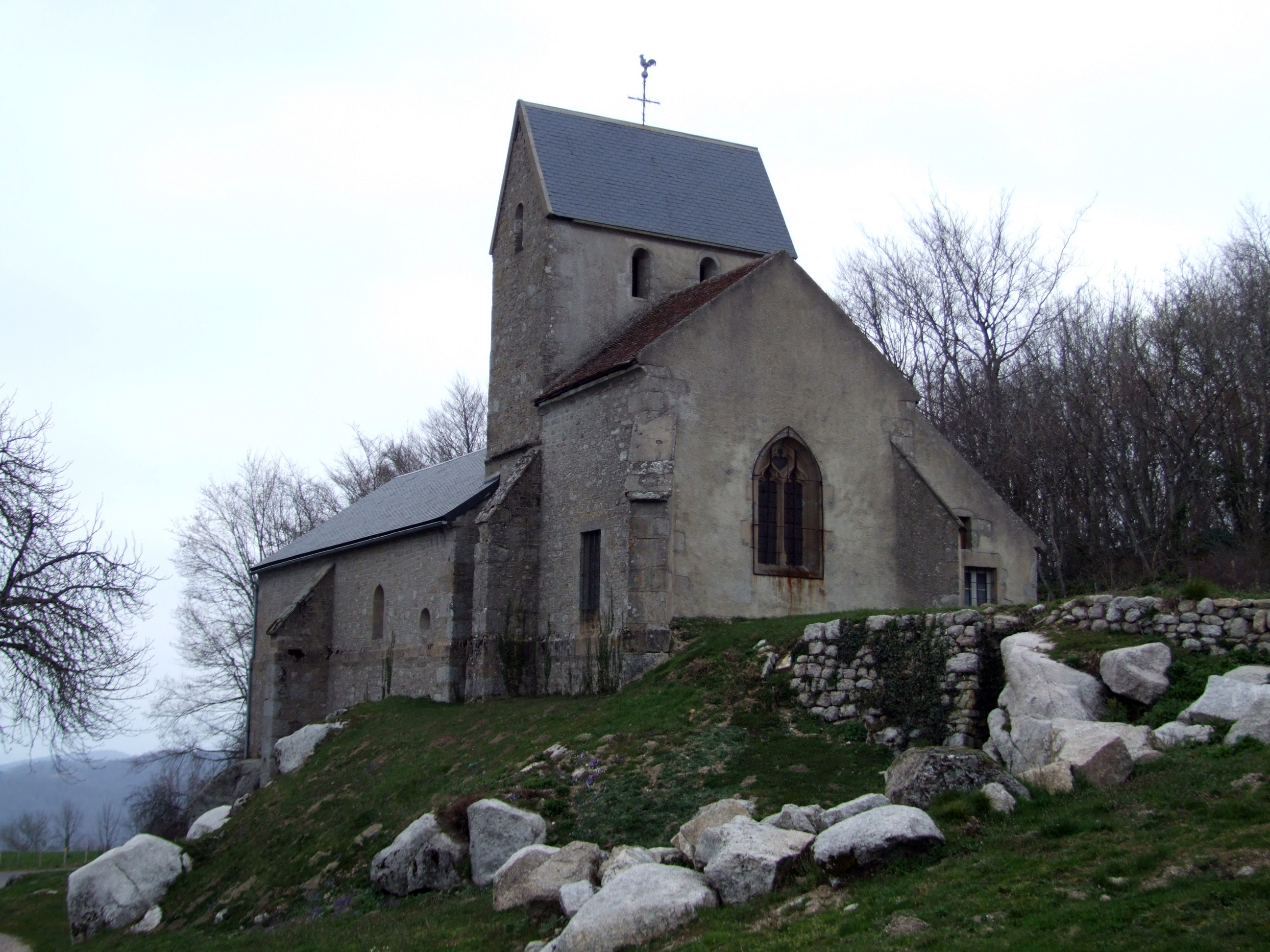
Uchon

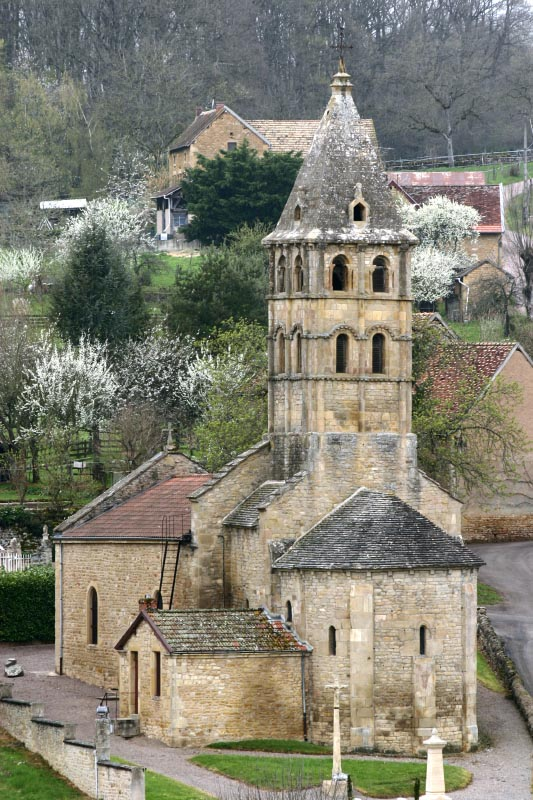
Vareilles

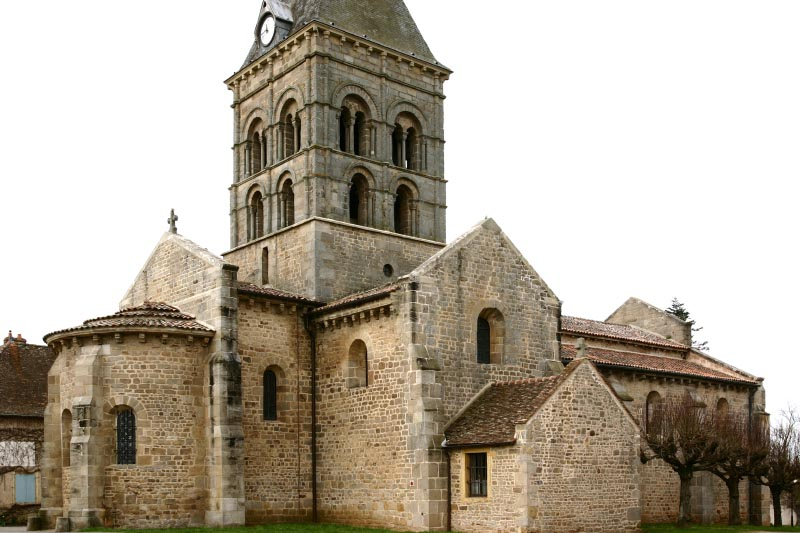
Varenne

Diese Liste führt romanische Klöster, Kirchen und Kapellen im Département Saône-et-Loire in der französischen Region Bourgogne-Franche-Comté auf (weitere Départements in der ehemaligen Region Burgund: Côte-d’Or, Nièvre, Yonne; siehe auch Liste der Kirchen und Klöster in Burgund):
1. Agneux (Rully)
2. Amanzé, Chapelle du Cimetiere
3. Ameugny, Notre-Dame-de-l’Assomption
4. Anost, Saint-Germain
5. Anzy-le-Duc, Sainte-Trinité, ehem. Priorat
6. Kathedrale von Autun
7. Autun, Saint-Nicolas
8. Autun, Saint-Andoche
9. Autun (Saint-Pantaléon), Saint-Pierre-l'Estrier
10. Autun, Saint-Nazaire
11. Auxy
12. Azé, Saint-Etienne
13. Balleure (Etrigny)
14. Ballore, Saint-Denis
15. Bantanges
16. Baron, Saint-Nizier
17. Baudrières
18. Baugy, Saint-Pons
19. Beaumont-sur-Grosne, Notre-Dame-de-l'Assomption
20. Bergesserin(-la-Chatelaine), Saint-Loup
21. Berzé-la-Ville, Chapelle des Moines
22. Berzé-la-Ville, Notre-Dame-de-la-Purification
23. Burg Berzé-le-Châtel, Chapelle du Château fort
24. Besanceuil (Bonnay)
25. Besornay (Saint-Vincent-des-Pres), Saint-Pierre
26. Bey, Saint-Pierre
27. Bissy-la-Mâconnaise, Saint-Cyr-et-Sainte-Julitte
28. Bissey-sous-Cruchaud, Saint-Jean-Baptiste
29. Bissy-sur-Fley, Notre-Dame-de-la-Nativité
30. Blanot, Saint-Martin
31. Bois-Sainte-Marie, Notre-Dame-de-la-Nativité, ehem. Priorat
32. Bonnay
33. Bourbon-Lancy, Saint-Nazaire-Saint-Celse, ehem. Priorat
34. Bourg-le-Comte
35. Bouvrier (Saint-Sernin-du-Bois)
36. Bouzeron, Saint-Marcel
37. Boyer
38. Bragny-en-Charollais (Saint-Vincent-de-Bragny), Saint-Martin
39. Brancion (Martailly-lès-Brancion), Château
40. Bray, Saint-Quentin
41. Bresse-sur-Grosne, Chapelle du Chateau
42. Briant, Saint-Nazaire-et-Saint-Celse
43. Brienne
44. Brion
45. Buffières, Saint-Sebastien-et-Saint-Denis
46. Burgy, Saint-Jean-Baptiste
47. Burnand, Saint-Nizier
48. Burzy
49. Bussières, Saint-Paul
50. Buxy, Saint-Germain-d'Auxerre
51. Cersot
52. Chagny, Saint-Martin
53. Chalmoux
54. Chalon-sur-Saône, Saint-Vincent (ehem. Kathedrale)
55. Chalon-sur-Saône, Saint-Pierre
56. Champagnat
57. Chamilly, Saint-Pierre-et-Saint-Paul
58. Champlecy, Notre-Dame-de-l'Assomption
59. Champlieu (Etrigny)
60. Chânes, Saint-Pierre-et-Saint-Paul
61. Changy
62. Chapaize, Saint-Martin
63. Chapelle-Couraud (Bray), Saint-Jean
64. Charbonnat, Saint-Marcel
65. Chardonnay, Saint-Germain
66. Charlieu, Abtei Saint-Fortunat
67. Charmoy
68. Charnay-lès-Mâcon, Sainte-Madeleine (ex-St-Pierre)
69. Charolles, Sainte-Madeleine
70. Charrecey, Sainte-Maurice
71. Chasselas, Notre-Dame
72. Chassey(-le-Camp)
73. Chassigny-sous-Dun (Vieux-Bourg)
74. Chassy, Saint-Pierre-es-Liens
75. Château, Saint-Martin
76. Châteauneuf, Saint-Pierre-et-Saint-Paul
77. Châtel-Moron, Saint-Martin
78. Chaudenay, Manoir
79. Chazelle(s) (Cormatin)
80. Cheilly-lès-Maranges, Saint-Pierre
81. Chenoves
82. Chérizet, Saint-Martin
83. Chevagny-lès-Chevrières
84. Chevagny-sur-Guye
85. Chiddes
86. Chissey-en-Morvan, Saint-Martin
87. Chissey-lès-Mâcon, Saint-Pierre
88. Ciel, Notre-Dame-de-l'Assomption/Nativité/Septembre ?
89. Ciergues (Donzy-le-National)
90. Ciry-le-Noble
91. Clermain, Notre-Dame
92. Clessé, Notre-Dame
93. Clessy, Saint-Roch
94. Abtei Cluny
95. Cluny, Saint-Marcel
96. Cluny, Saint-Mayeul
97. Cluny, Saint-Odilon
98. Cluny, Maisons Romanes
99. Collonge-en-Charollais, Saint-Etienne
100. Collonge-la-Madeleine
101. Colombier-sous-Uxelles (Bresse-sur-Grosne)
102. Cortiambles (Givry), Saint-Martin
103. Cotte (Lournand)
104. Couches, Tour Bajole
105. Couches, Saint-Georges
106. Couhard-Saint-Leger (Autun), Saint-Léger
107. Cray (Saint-marcelin-de-Cray), Saint-Pierre
108. Creches-sur-Saone, Saint-Jacques
109. Cressy-sur-Somme, Saint-Martin
110. Cruzille, Saint-Pierre
111. Cuisery, Saint-Pierre
112. Culles-lès-Roches
113. Curbigny, Saint-Pierre-aux-Liens
114. Curdin
115. Curgy, Saint-Ferréol
116. Curtil-sous-Buffieres, Saint-Genes
117. Curtil-sous-Burnand, Saint-Pierre
118. Cussy-en-Morvan, Saint-Pierre-et-Saint-Paul
119. Damerey, Saint-Georges
120. Davayé
121. Dennevy
122. Dettey, Saint-Martin
123. Dezize-lès-Maranges, Saint-Martin
124. Domange (Igé), Saint-Pierre
125. Donzy-le-National, Sainte-Marie-Madeleine
126. Donzy-le-Pertuis, Saint-Julien
127. Dracy-lès-Couches, Saint-Maurice
128. Dracy-Saint-Loup
129. Dun (Saint-Racho), Chapelle de Dun
130. Dyo, Chapelle de Saint-Prix
131. Epertully
132. Essertenne
133. Farges-lès-Chalon
134. Farges-lès-Mâcon, Saint-Barthélémy
135. Fautrières (Palinges)
136. Fissy (Lugny), Notre-Dame-de-Pitié
137. Flacey-en-Bresse
138. Flagy
139. Fleury-la-Montagne, Saint-Barthélémy
140. Fley, Saint-Euverte
141. Fontaines
142. Fuisse
143. Gamay (Saint-Sernin-du-Bois)
144. Génélard, Saint-Joseph
145. Genouilly, Saint-Pierre
146. Germagny, Saint-Roch
147. Germagny, Maison Chaumont
148. Germolles-sur-Grosne
149. Gilly-sur-Loire
150. Givry, Cellier aux Moines
151. Gourdon, Notre-Dame-de-l'Assomption, ehem. Priorat
152. Grandvaux, Saint-Antoine
153. Granges, Saint-Martin-et-Saint-Eloi
154. Grevilly, Saint-Martin
155. Hautefond
156. Hopital-le-Mercier (L'), Chapelle du Cimetiere
157. Huilly-sur-Seille, Saint-Georges (ex-Saint-Jean)
158. Hurigny
159. Iguerande, Saint-André, ehem. Priorat
160. Issy-l'Évêque, Saint-Jacques-le-Majeur
161. Jalogny, Saint-Valentin
162. Jalogny, 2 chapelles en ruine dans la commune
163. Jambles, Saint-Bénigne
164. Joncy, Chapelle du Cimetiere
165. Jonzy (Saint-Julien-de-Jonzy), Saint-Martin
166. Jouvencon
167. L'Abergement-de-Cuisery
168. L'Abergement-Sainte-Colombe, Saint-Martin (ex-Sainte-Colombe)
169. La Chapelle-au-Mans
170. La Celle-en-Morvan
171. La Ferté (Abtei)
172. La Frette
173. La Chapelle-de-Brangy, Chapelle du Château
174. La Chapelle-de-Brangy, Notre-Dame-de-l'Assomption
175. La Chapelle-sous-Brancion, Notre-Dame-de-l'Assomption
176. La Chapelle-sous-Dun (Vieux-Bourg), Notre-Dame-de-l'Assomption
177. La Chapelle-Villard (Villeneuve-en-M)
178. La Grange-du-Bois (Solutre-Pouilly)
179. La Loyère
180. La Motte-Saint-Jean, Saint-Saturnin
181. La Petite-Verrière
182. La Rochette (Saint-Maurice-des-Champs)
183. La Tagnière
184. La Vineuse, Notre-Dame-de-l'Assomption
185. Laives, Saint-Martin, ehem. Priorat
186. Laives, Saint-Thibault
187. Laizé, Saint-Antoine
188. Laizy
189. Lalheue, Sainte-Madeleine
190. Lancharre (Chapaize), Notre-Dame-de-l'Assomption
191. Le Breuil, Saint-Etienne
192. Le Martrat (Le Rousset)
193. Le Miroir, Notre-Dame-de-l'Assomption
194. Le Puley, Saint-Christophe
195. Le Rousset
196. Le Villars, Sainte-Marie-Madeleine
197. Lesme
198. Lessard-le-National
199. Leynes, Saint-Vital
200. Ligny-en-Brionnais, Saint-Philippe-et-Saint-Jacques
201. Loché (Macon), Saint-Jean-l'Evangeliste
202. Loisy
203. Lournand
204. Lucenay-l'Evêque
205. Lys (Chissey-lès-Mâcon), Notre-Dame
206. Mâcon, ehem. Kathedrale
207. Mâcon, Saint-Clément
208. Maison-Dieu (Givry)
209. Maizeray (Saint-Martin-du-Tartre)
210. Maizières (Saint-Loup-de-la-Salle)
211. Malay, Notre-Dame-de-la-Nativité
212. Maltat, Saint-Syagre
213. Marcigny(-sur-Loire), Saint-Nicolas
214. Marcigny(-sur-Loire), Saint-Pierre-et-Saint-Paul
215. Marcilly-la-Gueurce
216. Marigny
217. Marly-sur-Arroux, Chapelle du Cimetiere
218. Martigny-le-Comte
219. Massy, Saint-Denis, ehem. Priorat
220. Mazille, Saint-Blaise, ehem. Priorat
221. Melay
222. Mellecey, Saint-Pierre
223. Mercurey(-le-Haut), Notre-Dame
224. Mesvres, Notre-Dame-de-l'Assomption
225. Mesvres, Saint-Martin
226. Meulin (Dompierre-lès-Ormes)
227. Milly-Lamartine, Saint-Jacques-le-Majeur
228. Molaise (Palleau)
229. Mont-Saint-Vincent, Saint-Vincent, ehem. Priorat
230. Montbellet, Saint-Didier
231. Montceaux-l'Étoile, Saint-Pierre-et-Saint-Paul
232. Montcoy, Saint-Pierre
233. Monthelon
234. Montjay
235. Montmégin (Semur-en-Brionnais), Saint-Vincent
236. Montmort
237. Morey
238. Mornay, Saint-Jean-Baptiste
239. Mussy-sous-Dun, Saint-Austregisile
240. Nancelle (La Roche-Vineuse)
241. Neuvy-Grandchamp
242. Nochize, Saint-Michel
243. Ormes
244. Ougy (Malay), Saint-Martin
245. Oyé, Saint-Jean-Baptiste
246. Ozenay, Saint-Gervais-et-Saint-Protais
247. Ozolles, Chapelle de Pomay
248. Palinges, Notre-Dame-de-l'Assomption
249. Paray-le-Monial, Sacré-Cœur (Abtei)
250. Paray-le-Monial, Notre-Dame
251. Paris-l'Hopital
252. Passy
253. Péronne, Sainte-Marie-Madeleine
254. Perrecy-lès-Forges, Saint-Pierre-et-Saint-Benoît, ehem. Priorat
255. Perrigny-sur-Loire
256. Pierreclos, Chapelle du Château
257. Pontoux
258. Pressy-sous-Dondin
259. Rancy
260. Ratenelle
261. Rigny-sur-Arroux
262. Rimont (Fley), Saint-Pierre
263. Romay (Paray-le-Monial), Notre-Dame-de-l'Assomption
264. Romenay, Saint-Martin
265. Rosey, Saint-Pierre
266. Royer
267. Sagy
268. Saint-Agnan(-sur-Loire), Saint-Antoine
269. Saint-Albain, Saint-Albain
270. Saint-Ambreuil
271. Saint-Amour-Bellevue
272. Saint-André-le-Desert, Saint-André
273. Saint-Aubin-sur-Loire, Saint-Aubin
274. Saint-Bérain-sous-Sanvignes
275. Saint-Bérain-sur-Dheune, Chapelle du Cimetiere
276. Saint-Boil
277. Saint-Bonnet-de-Cray, Saint-Bonnet
278. Saint-Christophe-en-Bresse
279. Saint-Christophe-en-Brionnais
280. Saint-Clément-sur-Guye, Saint-Clément
281. Saint-Denis (Saint-Agnan-sur-Loire), Saint-Antoine
282. Sainte-Cécile, Sainte-Cécile
283. Sainte-Foy
284. Saint-Gengoux-le-National, Saint-Gengoult
285. Sainte-Helene
286. Saint-Emiland
287. Saint-Laurent-en-Brionnais, Saint-Laurent
288. Saint-Eugène
289. Saint-Firmin
290. Saint-Gengoux-de-Scissé, Saint-Gengoux
291. Saint-Gengoux-le-National, Saint-Gengoul
292. Saint-Georges (St-Symphorien-des-Bois), Saint-Fortunat
293. Saint-Germain-en-Brionnais, Saint-Germain-et-Saint-Benoît, ehem. Priorat
294. Saint-Hippolyte, ehem. Priorat
295. Saint-Huruge, Saint-Eusèbe
296. Saint-Jean-de-Trézy
297. Saint-Jean-de-Vaux, Saint-Jean-Baptiste
298. Saint-Julien-de-Civry
299. Saint-Julien-de-Jonzy, Saint-Julien
300. Saint-Laurent-d'Andenay
301. Saint-Léger-lès-Paray
302. Saint-Léger-sous-la-Bussière, Saint-Léger
303. Saint-Loup-de-la-Salle, Saint-Loup
304. Saint-Marcel(-lès-Chalon), Saint-Marcel
305. Saint-Martin-Belle-Roche
306. Saint-Martin(-de-Commune)
307. Saint-Martin-de-Croix (Burnand)
308. Saint-Martin-de-Lixy, Saint-Martin
309. Saint-Martin-du-Lac, Saint Martin
310. Saint-Martin-la-Vallée (Semur-en-Brionnais), Saint-Martin
311. Saint-Martin-du-Tartre
312. Saint-Martin-en-Gatinois
313. Saint-Martin-la-Patrouille
314. Saint-Maurice-des-Champs
315. Saint-Maurice-lès-Chateauneuf, Saint-Maurice
316. Saint-Maurice-lès-Couches
317. Saint-Micaud
318. Saint-Oyen (Montbellet)
319. Saint-Pierre-de-Varennes
320. Saint-Pierre-le-Vieux
321. Saint-Point, Saint-Donat (ex-Saint-Point)
322. Saint-Quentin (Le Rousset)
323. Saint-Rigaud (Ligny-en-Brionnais), ehem. Benediktinerabtei
324. Saint-Romain-des-Iles (Saint-Symphorien-d'Ancelles), Saint-Romain
325. Saint-Romain-sous-Gourdon
326. Saint-Romain-sous-Versigny
327. Saint-Sernin-du-Bois
328. Saint-Sernin-du-Plain, Saint-Saturnin
329. Saint-Symphorien-d'Ancelles
330. Saint-Vallerin
331. Saint-Vérand, Saint-Vérand
332. Saint-Vincent-des-Prés, Saint-Vincent
333. Saint-Vincent-en-Bresse
334. Saint-Yan
335. Saint-Ythaire, Saint-Barthélémy
336. Sainte-Radegonde, Sainte-Radegonde
337. Saisy, Saint-Pierre
338. Salornay(-sur-Guye), Saint-Antoine
339. Sancé, Saint-Paul
340. Santilly, Saint-Victor
341. Sanvignes(-lès-Mines)
342. Sassangy
343. Sassenay
344. Satonnay (St-Maurice-de-Satonnay)
345. Saules
346. Savigny-sur-Grosne
347. Savigny-sur-Seille, Notre-Dame
348. Semur-en-Brionnais, Saint-Hilaire
349. Semur-en-Brionnais, Château
350. Sennecey-le-Grand, Saint-Julien
351. Sens (Sennecey-le-Grand), Saint-Médard
352. Sercy, Chapelle du Château
353. Serrières, Ancien Presbytere
354. Sevrey
355. Sigy-le-Châtel, Saint-Nicolas, ehem. Priorat
356. Simandre
357. Sologny, Saint-Vincent
358. Solutré-Pouilly, Saint-Pierre
359. Sommant
360. Suin, Notre-Dame
361. Sully
362. Taizé, Sainte-Marie-Madeleine
363. Tintry
364. Torcy
365. Touches (Mercurey), Saint-Symphorien
366. Toulon-sur-Arroux, Saint-Jean-Baptiste
367. Tournus, Benediktinerabtei Tournus
368. Tournus, Sainte-Marie-Madeleine, ehem. Priorat
369. Tournus, Saint-Laurent
370. Tournus, Saint-Valérien
371. Tournus, Maison Romane
372. Tramayes, Saint-Jean-Baptiste (ex-Saint-Germain)
373. Trambly, Saint-Pantaléon
374. Trivy
375. Uchizy, Saint-Pierre, ehem. Priorat
376. Uchon, Saint-Roch (ex-Saint-Sébastien)
377. Vareilles, Saint-Martin
378. Varenne-l'Arconce, Saint-Pierre-aux-Liens, ehem. Priorat
379. Varennes-lès-Macon, Saint-Marcel
380. Vauban, Saint-Saturnin
381. Vaudebarrier, Saint-Antoine
382. Vaux (Jalogny), Saint-Jean-l'Evangeliste
383. Vaux-en-Pré, Saint-Roch
384. Vendenesse-lès-Charolles
385. Verchizeuil (Verzé), Saint-Criat
386. Vérizet (Viré), Saint-Symphorien
387. Verjux, Saint-Pierre
388. Vers, Saint-Félix
389. Versaugues, Sainte-Marguerite
390. Vigny-lès-Paray (Digoin)
391. Vincelle (Nanton)
392. Vinzelles, Saint-Georges
393. Viré
394. Viry, Saint-Barthélémy
395. Vitry-en-Charollais, Chapelle du Cimetiere
396. Vitry-sur-Loire